# Lazăr Company
International LAZAR Company este una dintre cele mai mari companii de transport din România, controlată de omul de afaceri piteștean Ion Lazăr.
International LAZAR Company' face parte din grupul Lazăr, alături de firme precum Hoedlmayr, specializată în logistică și transportul de autovehicule, BAT Bascov, din domeniul extracției de țiței și al forajului, Mecanpetrol Găești specializată în construcții și reparații de utilaj petrolier și Agromec Topoloveni, fosta stațiune de mecanizare și agricultură.
Rutele transportatorului International Lazăr Company, compania care transportă autovehiculele Dacia produse la Mioveni, ajung pe lângă Maroc și în Turcia, Iran sau Moscova, iar în portofoliu intră pe plan local cei trei producători de anvelope Michelin, Pirelli și Continental și companii precum P&G, Saint Gobain și distribuitorul de bunuri de larg consum Elgeka Ferfelis.
În anul 2008, compania dispunea de o flotă de circa 340 de autovehicule.
În anul 2007, grupul Lazăr a înregistrat o cifră de afaceri de 63 milioane euro.